# Николај Фомин
Николај Фомин (рус. Николай Фомин) је руски сликар познат по сликама надахнутим природом, културом северних народа и словенском религијом.

## Биографија
Николај Фомин је рођен 9. децембра 1970. године у селу Горњиј (рус. Горный), код града Лесново (рус. Лесного) у Свердловској области. 
1988—1993. - похађа Биолошки факултет, смер ловство на Пољопривредном институту у Кирову
1993—1998. - ради као биолог-ловац у Сосновском државном шумско-ловном газдинству Карелски Перешјек (рус. Карельский Перешеек) у Лењинградској области. 
1999—2003. - ради у добротворним организацијама
2004—2006. - ради у студију уметничког пуњења животиња „ТТ“ Алексеја Гурина, у Јекатеринбургу.
Радио је илустрације за часописе посвећене лову, као што су „Svens Jakt“ и „Norsk fangstman“. Његове илустрације се налазе у више књига за децу и у више књига које се баве историјом и веровањима Словена, северних и сибирских народа. Члан је клуба сликара животиња „Жива оловка“ Архивирано на веб-сајту  (5. фебруар 2012)(рус. Клуб художников анималистов „Живой карандаш“). Тренутно живи и ради у Кирову, правећи слике и цртеже по наруџбини.
Изложбе:
- 20. - 22. септембра 2003. - изложба на конференцији посвећеној примењеној науци, поводом десетогодишњице Березовског научно-фолклорног фонда Манси[3], Центар уметности, Березово, Аутономна област Хантија-Мансија
- 16. децембар 2003. - изложба поводом прославе 450 година руско-британских односа, амбасада Уједињеног Краљевства, Москва
- јун - јул 2004. – самостална изложба у Музеју регионалне историје (рус. Историко-краеведческий музей) Далматово, Курганска област
- 31. децембра 2004 — 9. јануара 2005. – самостална изложба при етнокултурном програму „Многа лица Југре“[а] (рус. „Многоликая Югра“), Ханти-Мансијск
- 4. – 7. априла 2005. – изложба при Дечјој етнографској експедицији „Сусрети народа Ханти“[мртва веза](рус. „Встреча родов ханты“), Школа уметности, Когалим, Аутономна област Хантија-Мансија
- 30. јула – 1. августа 2005. – самостална изложба на заседању Думе[б] Аутономне области Хантија-Мансија, Дом владе округа, Ханти-Мансијск
- 1. – 20. фебруара 2006. – самостална изложба у Центру ликовног стваралаштва[мртва веза] (рус. Центр художественного творчества), у граду Чусовоју, у Пермској области
- 20. марта – 15. априла 2006. – самостална изложба у граду Лесноју, у Свердловској области
- стална изложба у Музеју словенске митологије у Томску
- радови уврштени у каталог „Уралски сликари 2006.“(рус. „Уральские художники 2006“) , Јекатеринбург
- радови представљани на аукцијама „Татјанин дан“(рус. „Татьянин день“) у Јекатеринбургу[4]

Мислим да Вам у очи одмах упадну одсуство професионализма, мешање стилова и друге грешке, које се не могу сакрити од човека упознатог са уметношћу. То јесте тачно - ја немам сликарског образовања. Имам жељу да изразим како осећам свет око себе и то осећање поделим са Вама. Ако мој радови наиђу на одјек у Вашој души значи да нисам протраћио боје, туш, папир. Често су моје слике инспирисане музиком коју волим (по правилу су то албуми скандинавских, словенских и финских етно-група, нарочито „Велеслава“, „Варттина“, „Хеднингарна“ и „Гармарна“ као и композиције Грига и Сибелијуса). Наравно, ничу читави светови, док проводим време у нетакнутој природи и упознајем се са културом и духовним светом северних народа, и изучавам стару словенску веру.

## Стил
Радови Николаја Фомина су већином рађени техником водених боја и гваш техником. Неки радови су рађени тушем, уљаним бојама и акрилним бојама. Мотиви на сликама су инспирисани лепотом природе и женског тела, словенском религијом и културом словенских, угро-финских и сибирских народа. Дивље животиње у свом природном окружењу су чест мотив на сликама. Слике и цртежи рађени тушем често садрже елементе еротике и словенске митологије.

## Радови
- „Јакутија“, 2005.
- „Два риса“[мртва веза], 2003.
- „Ово је моја вучица!“[мртва веза], 2005.
- „Девојка етнограф“
- „Сибирске очи“, 2005.
- „Питај ватру“[мртва веза]
- „Тужни звуци кареског кантела“[мртва веза], 2003.
- „Реконструкција V-VIII век“ Архивирано на веб-сајту  (5. март 2016)[в], 2009.
- „Свете животиње“ Архивирано на веб-сајту  (5. март 2016)[г], 2010.
- „У другим световима“[мртва веза][д]

- циклус „Дрво у обличју жене“(рус. „Деревья в женских образах“)[10]:
  - „Бреза“[мртва веза], 2003.
  - „Сремза“[ђ], 2004.
  - „Бор“[мртва веза], 2001.
  - „Оскоруша“[мртва веза], 2003.
  - „Ива“[мртва веза][е], 2004.
  - „Липа“, 2003.
  - „Жалосна врба“, 2003.
  - „Ариш“, 2004.
  - „Јела“[мртва веза], 2004.
  - „Јасика“[мртва веза], 2004.
  - „Смрека“[мртва веза], 2003.
  - „Јабука“
  - „Јова“[мртва веза], 2004.
  - „Леска“, 2004.
  - „Јасен“[мртва веза], 2004.

- циклус „Бобице наших шума“(рус. „Ягоды наших лесов“)
  - „Бековина“[ж],
  - „Рибизла“[мртва веза]
  - „Црна рибизла“[мртва веза]
  - „Малина“[мртва веза]
  - „Боровница“[мртва веза][з]
  - „Купина“[мртва веза]
  - „Орлови нокти“
  - „Јагода“[мртва веза]
  - „Брусница“[и]
  - „Кнегињица“[мртва веза]
  - „Планинска малина“[мртва веза][ј]
  - „Брусница“[мртва веза][к]
  - „Боровница“[мртва веза][л]
  - „Мочварна јагода“[мртва веза][љ]
  - „Брусница“[м]
  - „Морска пасјаковина“[мртва веза][н]

- циклус „Људи“
  - „Јесен - портрет Оксане“ Архивирано на веб-сајту  (5. март 2016), 2011.
  - „Портрет Марине Балаевоје (сада Амбарцумовоје)“ Архивирано на веб-сајту  (5. март 2016), 2009.
  - „Сибирска жена“[мртва веза], 2009.

- циклус „Освајање Сибира“
  - „Земљица сибирска!“[мртва веза], 2011.
- циклус „Словенска еротика“[њ]
  - „Купање“
  - „Зора“
  - „Огледало“
  - „Лан цвета“
  - „Медвеђа љубав“[о]
  - „Папрат“
  - „Имам те!“
  - „Буђење у зору, умивање росом...“
  - „Игра додоле“[п]
  - „Видиш ли зеца у сну - постаћеш трудна“
  - „Боје гаврановог крила“

- циклус „Животиње“ (рус. Анималистика)
  - „На току“(триптих) Архивирано на веб-сајту  (5. март 2016), 2005.
  - „Велики тетреб“ Архивирано на веб-сајту  (5. март 2016), 2006.
  - „Зимска прича“[мртва веза][р], 2008.
  - „За два зеца“[мртва веза], 2008.